# 我思故我在
“我思故我在”（拉丁語：Cogito, ergo sum）是法国哲学家笛卡兒的哲学命题，又稱为“笛卡兒的cogito”，直譯為“我思考，所以我存在。” 笛卡兒認為这是一個絕對可靠的真理與第一原理。

## 简介
伯特兰·罗素在其《西方哲学史》“笛卡兒”一章是这样解释“我思故我在”：据我思考这一事实推断出“我”的存在。 因此，我思考时我也存在，也只有那时我存在。 如果我停止思考，就不会有我存在的证据。
笛卡兒在《第一哲学沉思集》的第二沉思中，试图通过著名推理建立他的确定原则：“Cogito, ergo sum”，即“我思想，而意識到我存在。”六个沉思都来自于笛卡兒第一人称视角的思考，但是，他事实上希望沉思者（读者）能和他一起看看这个命题是怎么成为结论的——尤其是在第二沉思，“我存在”命题刚开始得到沉思者第一人称的理解。
第一沉思裡，所有基於感官經驗的信念都遭到质疑，因此所有这样的信念都被（暂时地）认定为是假的。同样，我有一个生来具有感官的身体这个命题，也被当成是假的。但是，是不是“我”就不存在了呢？
答案是否定的，因为：1) 如果,我说服了自己我的信念是假的，那么肯定，就会有一个说服者，这位说服者就是“我”。 2) 而且，哪怕我被恶魔欺骗，我也必须存在，才能遭到恶魔的欺骗。因此得出结论：“我是”，或者“我存在”（I am, I exist），这必然是正确的，不管是我还是恶魔使我得出的这个结论。:VII25 这也意味着我思考，不管我思考的是正确的还是错误的，都意味着必然有一个思考的实施者，即“我”。因此“我存在”是不可质疑的，是必然正确的信念，是公理，是一切真理最终还原到的地方。

## 拉丁原文
Cogito, ergo sum，直譯為「思，故是」，之所以省略了主詞，是因為拉丁文的動詞必須根據主詞變化，所以即使省略主詞，也可以從這個動詞的變化形態得知被省略的主詞，進而還原文義。另外，「是」在中西语言中含义有别，在汉语中作为系词使用；但是在西方语言中除了系词用法外，亦可作为动词，在笛卡兒这一命题中，「是」指的是“起作用”的含义，例如笛卡兒将“suis(sum)”说成“是个本体”、“是个东西”等。该词的使用从巴门尼德开始，经过亚里士多德，都讨论过这个范畴，笛卡兒即是在这个传统上的发展。到了中世纪时，在讨论“神是”的问题时，将这一原本描述时间空间中“是”的抽象含义具体化，发展出了“存在”（existentia）的含义，用以表示事物的存在狀態。（例如：「1是一個自然數」的另外一種表達方式是：「存在一個自然數1」。）因此笛卡兒也讲“是或存在”，但二者相通，却绝对不相同，“是”是“存在”的形式表現，可存在具備的中性狀態不可在是、非的任一極端中證得，故存在不會僅僅是"是"的結果。

## 夢境論證
笛卡兒提出的这一论点常被与缸中之腦和莊周夢蝶相比较，以此證明感官的不可靠性，不可作為知識來源的基礎。因此我們無法完全信任感官的判斷。 不过笛卡兒提出此说的侧重点在于确立自我以及思维的第一性和绝对性。

## 参見
- 第一哲學沉思集
- 缸中之腦
- 莊周夢蝶